# Resolutie 324 Veiligheidsraad Verenigde Naties
Resolutie 323 van de Veiligheidsraad van de Verenigde Naties werd op 12 december 1972 bijna unaniem aangenomen. Dat gebeurde op de 1683ste
vergadering van de Raad op. China onthield zich van stemming.

## Achtergrond
In 1964 hadden de VN de UNFICYP-vredesmacht op Cyprus gestationeerd na het geweld tussen de twee bevolkingsgroepen op het eiland. Deze was tien jaar later nog steeds aanwezig toen er opnieuw geweld uitbrak nadat Griekenland een staatsgreep probeerde te plegen en Turkije het noorden van het eiland bezette.

## Inhoud
De Veiligheidsraad merkte op dat de secretaris-generaal in zijn rapport, een vredesmacht nog steeds noodzakelijk vond. De Veiligheidsraad merkte ook op dat de regering van Cyprus de VN-vredesmacht noodzakelijk vond. In recente rapporten werden de ontwikkelingen op het eiland opgemerkt.
De Veiligheidsraad bevestigde de resoluties 186, 187, 192, 194, 198, 201, 206, 207, 219, 220, 222, 231, 244, 247, 254, 261, 266, 274, 281, 291, 293, 305 en 315. Ook werd de consensus bevestigd die was uitgedrukt door de president van de 1143ste en 1383ste vergadering.
De Veiligheidsraad riep de betrokken partijen op om terughoudend te handelen, naar de resoluties van de VN-veiligheidsraad.
De Veiligheidsraad verlengde de aanwezigheid van VN-vredestroepen in Cyprus, resolutie 186 (1964), met een periode van zes maanden, eindigend op 15 juni 1973.

## Verwante resoluties
- Resolutie 334 Veiligheidsraad Verenigde Naties
- Resolutie 343 Veiligheidsraad Verenigde Naties

Lijst ·  308 ·  309 ·  310 ·  311 ·  312 ·  313 ·  314 ·  315 ·  316 ·  317 ·  318 ·  319 ·  320 ·  321 ·  322 ·  323 ·  324